# Станіслао Карачотті
Станіслао Карачотті ( Stanislao Caraciotti, 11 грудня 1897, Рим - 9 вересня 1943, Середземне море) — італійський адмірал, учасник Першої та Другої світових воєн.

## Біографія
Станіслао Карачотті народився 11 грудня 1897 року в Римі. У 1911 році вступив до Військово-морської академії в Ліворно, яку закінчив у 1915 році у званні гардемарина. Брав участь у Першій світовій війні - спочатку на борту великих кораблів, а отримавши у 1916 році звання лейтенанта, командував міноносцями. Отримавши звання капітана III рангу, був призначений ад'ютантом Еудженіо Савойського і почесним ад'ютантом Томмазо Савойського.
У 1932 році отримав звання капітана II рангу. Протягом 1935-1936 років командував есмінцями «Антоніо да Нолі» та «Лібеччо».
Після вступу Італії у Другу світову війну 10 червня 1940 року Станіслао Карачотті отримав звання капітана I рангу і призначений командувачем крейсера «Джузеппе Гарібальді». На його борту брав участь в бою  біля Калабрії 9 липня 1940 року.
Надалі брав участь у супроводі конвоїв та обстрілів узбережжя Греції. Отримав призначення командувача 10-го дивізіону есмінців (флагманський корабель - «Маестрале»), брав участь у супроводі конвоїв в Італійську Північну Африку. За участь у цих місіях був нагороджений срібною та двома бронзовими медалями «За військову доблесть»,  а також Хрестом «За військову доблесть».
У грудні 1941 року Станіслао Карачотті був переведений до Риму і призначений керівником генерального департаменту з персоналу у штабі флоту. У липні 1942 року отримав звання контрадмірала. У квітні 1943 року був переведений на лінкор «Рома», де був призначений начальником штабу з'єднання, яким командував адмірал Карло Бергаміні.
Після капітуляції Італії 8 вересня 1943 року італійський флот залишив Ла-Спецію і вирушив до Мальти. 9 вересня поблизу Корсики він був атакований німецькою авіацією. Внаслідок влучання керованих авіабомб Fritz X лінкор «Рома» затонув. Загинув адмірал Карло Бергаміні, командир корабля Адоне Дель Чіма, начальник штабу Станіслао Карачотті, а також значна частина екіпажу.

## Нагороди
- Срібна медаль «За військову доблесть» (нагороджений двічі)
- Бронзова медаль «За військову доблесть» (нагороджений двічі)
- Хрест «За військову доблесть»
- Командор Ордена Корони Італії